# Station El Casar
El Casar is een station in Getafe dat werd geopend op 11 april 2003 als overstappunt tussen de Cercanías en de MetroSur op een plaats waar tot dan toe geen voorstadstation noch een metrostation was. 

## Geschiedenis
Het station werd meteen gebouwd als gecombineerd station voor het stadsgewestelijk net (Cercanías) en de metro aan de spoorlijn Madrid-Aranjuez. De MetroSur (lijn 12) werd gebouwd als ringlijn om de zuidelijke voorsteden op de metro aan te sluiten. Deze ringlijn kreeg bij Puerta del Sur een overstappunt op de rest van het metronet en bij El Casar een overstappunt op het stadsgewestelijk net. Het station werd tegelijk met de MetroSur geopend en sindsdien stoppen de CIVIS-treinen tussen Madrid en Pinto, Valdemoro en Ciempozuelos, ook bij El Casar. 
Het metrodeel was van 6 juli tot 8 september 2014 gesloten in verband met werkzaamheden aan lijn 12 tussen de stations  Arroyo Culebro en Los Espartales. Deze werkzaamheden omvatten het verbeteren van de bestaande voorzieningen rond de perrons, de vervanging van het spoorbed, het waterdicht maken van de tunnel en het vergroten van de capaciteit van het afwateringsstelsel. Na afloop van de werkzaamheden is de baanvaksnelheid verdubbeld naar ruim 70 km/u.
Het traject richting Juan de la Cierva ten zuiden van het station was tussen 22 maart tot en met 31 augustus 2024 gesloten in verband met bouwwerkzaamheden ten behoeve van de zuidelijke verlenging van lijn 3. Als vervangend vervoer reed een gratis busdienst tussen beide stations, terwijl de diensten van de Cercanías gewoon doorgingen. De perrons van lijn 3 werden, tegelijk met een nieuw P&R terrein op 21 april 2025 geopend. 

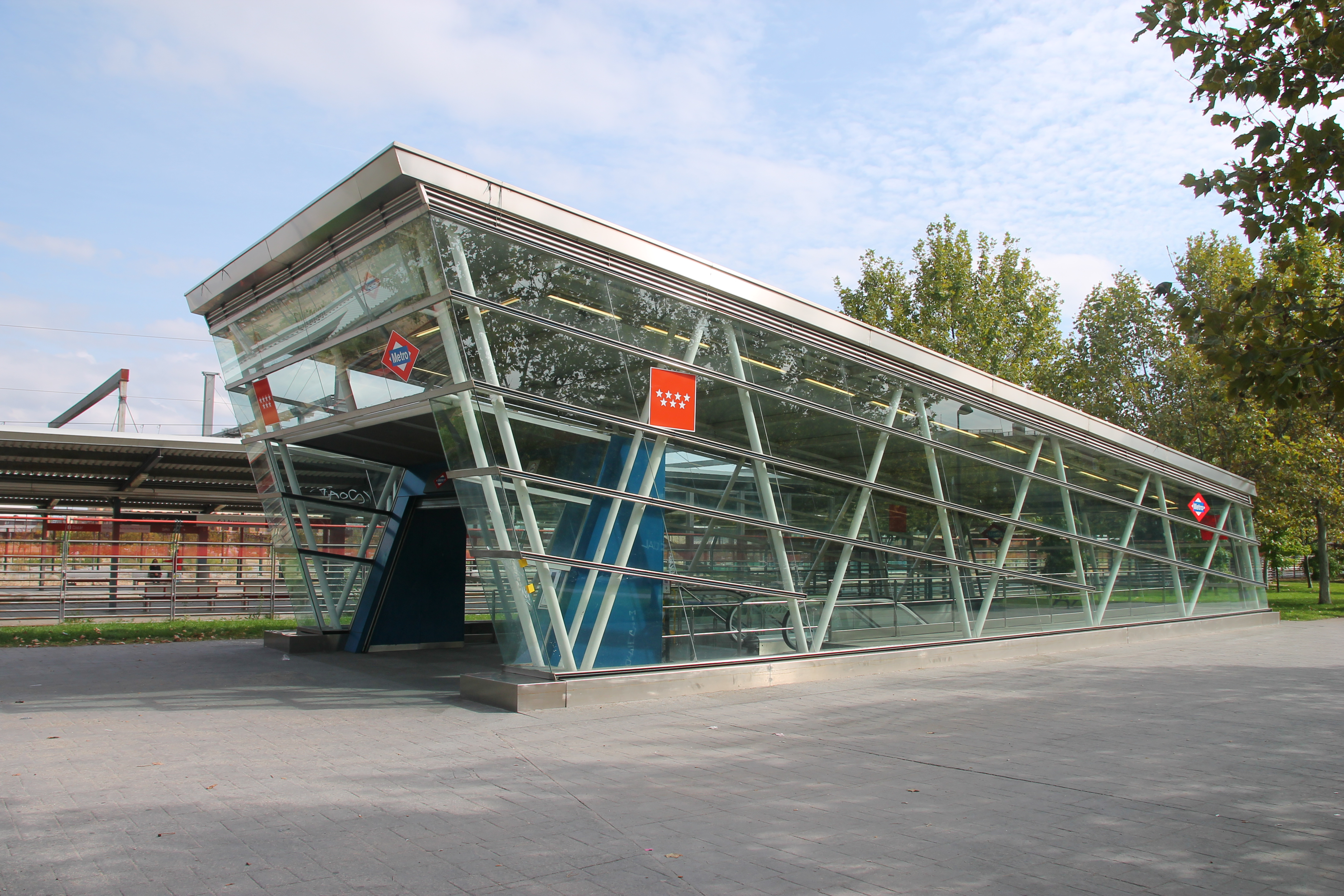
De ingang van het station
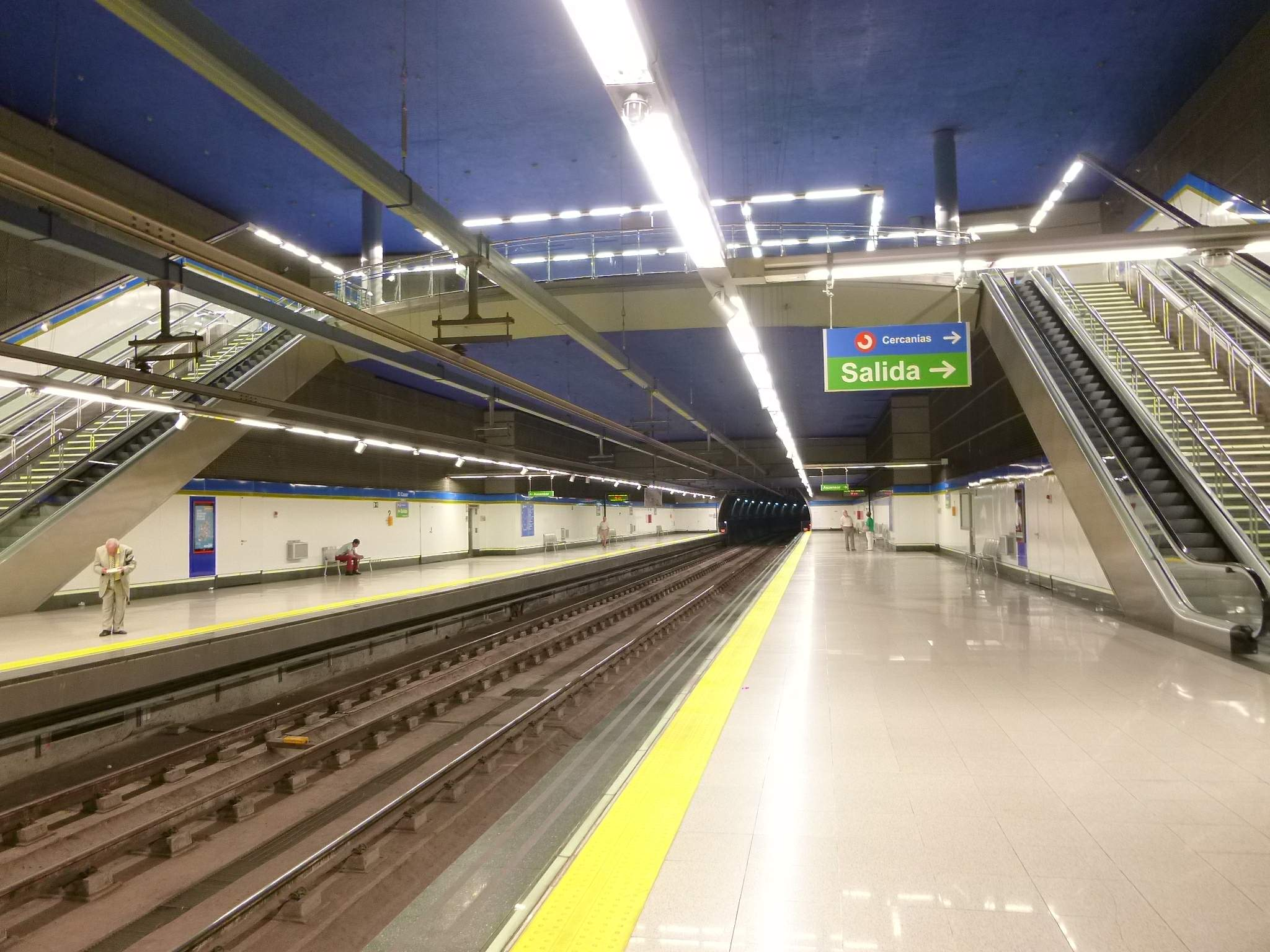
Sporen en perrons van lijn 12

## Ligging en inrichting
Het station ligt aan de  Avenida del Casar, in de wijk Getafe Norte in Getafe (Madrid, Spanje). Deze wijk aan de westkant van de spoorlijn ligt het dichtst bij het gemeentelijke beursterrein en de arena. 
Los Molinos werd opgetrokken aan de oostkant van de spoorlijn zonder dat er een overgang tussen Getafe Norte en het bouwterrein bestond. De bouwvakkers bereikten het geïsoleerd gelegen bouwterrein via de spoorlijn en gaten in de hekken rondom het terrein. De eerste huizen in Los Molinos werden in 2011 opgeleverd zonder dat er aan die kant een toegang tot het station werd gebouwd. Medio 2012 kwam een P&R garage aan de kant van Los Molinos gereed, echter nog steeds zonder officiële toegang tot het station.  De eerste bewoners van de wijk gingen dezelfde "illegale" toegangspunten gebruiken als eerder de bouwvakkers om het station El Casar en de aangrenzende wijk te bereiken. Evenmin waren er officiële overgangen om de wijken Getafe Norte en Los Molinos onderling te verbinden en gedurende vele maanden werd er niets gedaan aan deze gevaarlijke situatie. 
Op 25 maart 2013 opende de gemeente Getafe twee voetpaden en een onderdoorgang die de twee aangrenzende wijken met elkaar verbonden. Ze sloten diezelfde dag nog het laatste gat in het hek aan de kant van Los Molinos, zodat er aan de oostkant geen toegang meer was tot station El Casar. 
De P&R voorziening kreeg evenmin een verbinding met het station. Bewoners vroegen om een toegang tot het station in Los Molinos. De gemeente Getafe liet de zaak over aan spoorbeheerder Adif die het op zijn beurt doorschoof naar stedelijkbeheer van Los Molinos-Buenavista, voor 40% gevormd door de lokale raad en voor 60% door de autonome gemeenschap Madrid, met het argument dat deze al beschikte over alle benodigde vergunningen. Op 19 juli 2013 keurde de raad van bestuur van het stedelijkbeheer Los Molinos-Buenavista de bekostiging, ter waarde van ruim anderhalf miljoen euro, van een eigen toegang tot het station in Los Molinos goed, die uiteindelijk op 28 februari 2017 werd geopend.

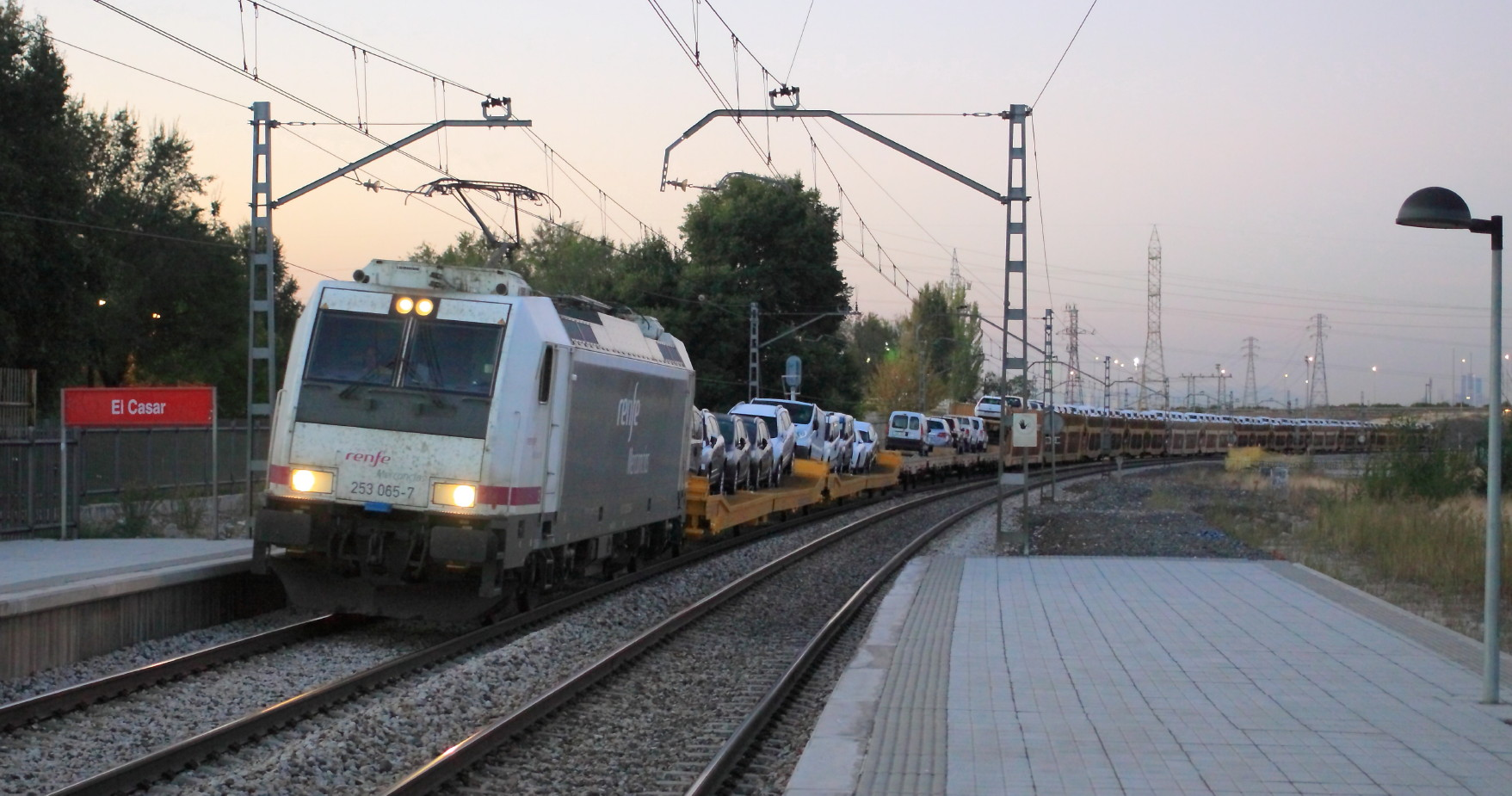
Locomotief 253065 met goederentrein passeert El Casar op 4 oktober 2012
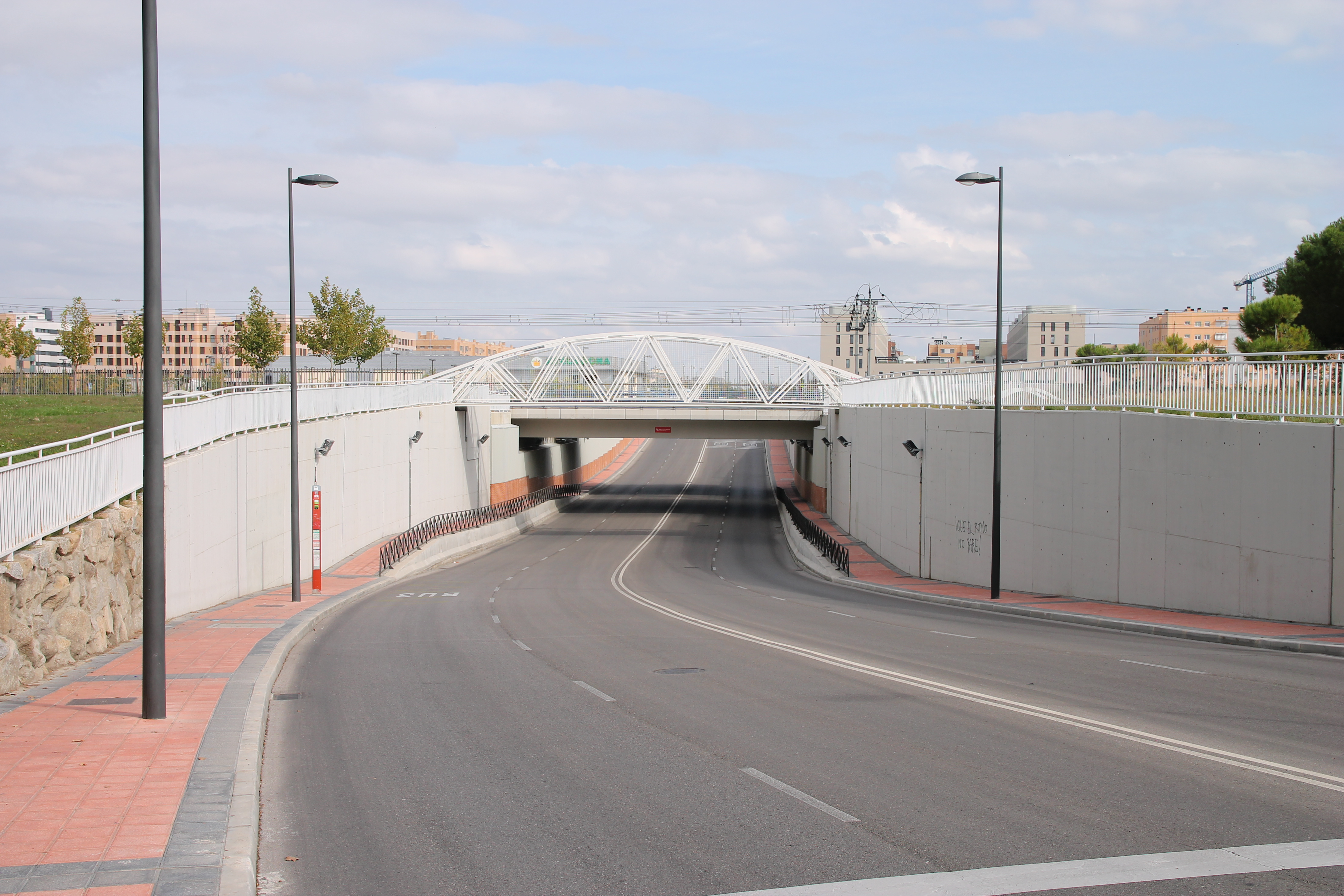
De zuidelijke onderdoorgang gezien uit het westen
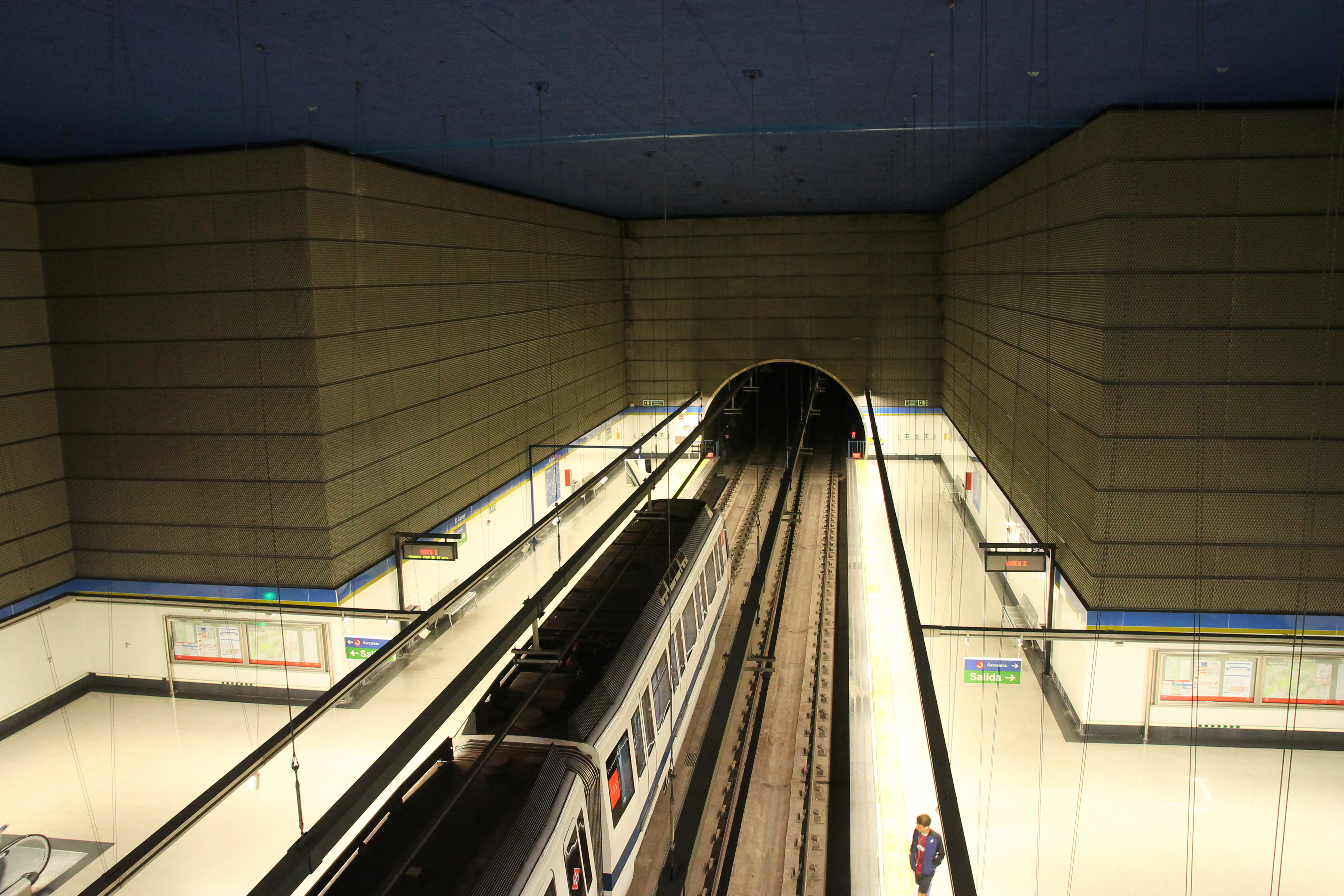
De kuip van de ringlijn

Hoewel het een recent gebouwd metro- en Cercaníasstation betreft, is het ontbreken van een aantal voorzieningen die essentieel worden geacht voor een vervoersknooppunt onderwerp van kritiek. Zo zijn fietsenstallingen zeer gewenst omdat de combinatie van fiets- en treinvervoer een van de meest gebruikte in de stad is. Het station telde in 2021 2.332.495 overstappers op de Cercanías.
De beide toegangen beschikken elk over een lift en een overkapte trap geflankeerd door roltrappen. 
De westelijke toegang in Getafe Norte sluit ondergronds aan op de stationshal van de Cercanías en lijn 12 die daar elk een eigen rij OV-poortjes hebben. Achter de OV-poortjes van de Cercanias zijn roltrappen, trappen en liften tussen de hal en de bovengrondse perrons. Achter de OV-poortjes van de metro ligt een balkon boven de sporen en perrons van de MetroSur. Deze liggen op niveau -2 onder het maaiveld ten westen van de spoorlijn. Het balkon en de perrons zijn hier verbonden met roltrappen, liften en vaste trappen. Het perron van het oostelijke perron van de MetroSur is met een overstaptunnel verbonden met het westelijke perron van lijn 3. 
De oostelijke toegang in Los Molinos sluit ondergronds aan op de reizigerstunnel uit 2017 en de stationshal van lijn 3. Ook hier is er achter de OV-poortjes sprake van een balkon boven de sporen en perrons van lijn 3 dat met liften, roltrappen en vaste trappen met de perrons verbonden is. Deze perrons liggen op niveau -2 onder het maaiveld ten oosten van de spoorlijn. Zowel ten noorden als ten zuiden van de perrons liggen kruiswissels zodat beide sporen in beide richtingen gebruikt kunnen worden. Het station is het zuidelijke eindpunt van lijn 3, ten zuiden van de perrons loopt de tunnel verder door om plaats te bieden aan opstelsporen die, dankzij de kruiswissel, alle twee vanaf beide perronsporen bereikbaar zijn.        
Bovengronds zijn er twee zijperrons langs de spoorlijn en is er ruimte voor een spoorverdubbeling naar vier sporen. De doorgangen onder het spoor ten noorden en ten zuiden van het station zijn beide gebouwd met twee spoorviaducten waarvan per doorgang alleen het westelijke in gebruik is. 